# 선별
의학에서 선별(screening) 또는 선별 검사(screening test)는 아직 인식되지 않은 상태나 위험 지표를 찾는 데 사용되는 전략이다. 이 검사는 개인 또는 전체 인구에 적용될 수 있다. 검사를 받은 사람들은 질병의 징후나 증상을 전혀 나타내지 않을 수도 있고, 그 자체로는 최종 진단을 나타내지 않는 한두 가지 증상만 나타낼 수도 있다.

## 같이 보기
- 스크리닝
- 신체검사
- 유전자 검사
- 소아치과학